# Oliver Luterán
Oliver Luterán (Kendice, 6 settembre 2001) è un calciatore slovacco, centrocampista del Ružomberok.

## Carriera
Cresciuto nel settore giovanile del Tatran Prešov, ha esordito in prima squadra il 23 marzo 2019 disputando l'incontro di 2. Liga pareggiato 0-0 contro lo Žilina II. Dopo una sola stagione, nell'estate del 2019 si è trasferito al Poprad, altro club della seconda divisione slovacca. Nel gennaio 2021 viene acquistato a titolo definitivo dal Ružomberok, formazione della massima serie slovacca.

## Statistiche

### Presenze e reti nei club
Statistiche aggiornate al 15 marzo 2022.
| Stagione        | Squadra         | Campionato      | Campionato | Campionato | Coppe nazionali | Coppe nazionali | Coppe nazionali | Coppe continentali | Coppe continentali | Coppe continentali | Altre coppe | Altre coppe | Altre coppe | Totale | Totale |
| Stagione        | Squadra         | Comp            | Pres       | Reti       | Comp            | Pres            | Reti            | Comp               | Pres               | Reti               | Comp        | Pres        | Reti        | Pres   | Reti   |
| --------------- | --------------- | --------------- | ---------- | ---------- | --------------- | --------------- | --------------- | ------------------ | ------------------ | ------------------ | ----------- | ----------- | ----------- | ------ | ------ |
| 2018-2019       | Tatran Prešov   | 2L              | 9          | 0          | CS              | 0               | 0               |                    | -                  | -                  |             | -           | -           | 9      | 0      |
| 2019-2020       | Poprad          | 2L              | 4          | 0          | CS              | 1               | 0               |                    | -                  | -                  |             | -           | -           | 5      | 0      |
| 2020-gen. 2021  | Poprad          | 2L              | 13         | 2          | CS              | 2               | 0               |                    | -                  | -                  |             | -           | -           | 15     | 2      |
| gen.-giu. 2021  | Ružomberok      | SL              | 3          | 0          | CS              | 1               | 0               |                    | -                  | -                  |             | -           | -           | 4      | 0      |
| 2021-2022       | Ružomberok      | SL              | 22         | 0          | CS              | 2               | 0               |                    | -                  | -                  |             | -           | -           | 24     | 0      |
| Totale carriera | Totale carriera | Totale carriera | 51         | 2          |                 | 6               | 0               |                    | -                  | -                  |             | -           | -           | 57     | 2      |

## Palmarès

### Club

#### Competizioni nazionali
- Coppa di Slovacchia: 1

Ružomberok: 2023-2024